# Acabat
L'acabat o tractament superficial es un procés de fabricació que transforma la superfície d'un objecte o d'un component. L'acabat pot influir en molts aspectes. Des la finició estètica (color, brillantor…) fins a aspectes tècniques com ara adhesió, humectabilitat, facilitat de soldadura o encolatge, resistència a la corrosió, raons ultraviolets, agents químics, pol·lució o desgast, la duresa, conductivitat elèctrica, eliminar rebaves i altres defectes superficials, obtenir la rugositat desitjada, controlar la fricció superficial, reduir l'adhesió de brutícia o pols… Aquesta mena de tractaments són una part important del procés productiu en qualsevol sector industrial en què els acabats requereixin unes característiques particulars.
Excepte en el cas de poliment o brunyiment en les quals és treu matèria, la majoria de les tècniques canvien la superfície (com la galvanització o el tractament tèrmic) o posen una o més capes de matèria. L'acabat pot comportar petites correccions de les dimensions. Segons les exigències d'acabat del producte final, es poden combinar els tractaments.
En la producció industrial és qüestió de trobar l'acabat que cal per a obtenir l'equilibri econòmic entre cost i rendiment, segons les exigències a les quals el producte sera sotmès durant la seva vida útil. La qualitat de l'acabat de les peces interiors serà diferent per un motor que és troba en un satèl·lit que per un motor d'un electrodomèstic. Un acabat repel·lent de brutícia, per exemple, pot reduir el cost i la freqüència de la neteja de vidres o panels solars.

## Tipus de superfície
- Funcional: superfícies que, a causa del contacte dinàmic (translació, rotació, etc.) amb altres superfícies, requereixen un acabat fi.
- Suport: superfícies que, pel fet de tenir contacte estàtic amb altres superfícies, necessiten un acabat intermedi.
- Lliure: superfícies sense contacte amb altres superfícies.